# Elektro-L 1
Elektro-L 1 (auch als GOMS 2 „Geostationary Operational Meteorological Satellite“ bezeichnet) ist das erste Exemplar der Wettersatellitenkonstellation Elektro der russischen Weltraumbehörde Roskosmos. Zusammen mit den übrigen neuen Satelliten des Typs Elektro-L und den seit 2009 gestarteten Meteor-M übernimmt er die Wetterbeobachtung für Russland.

## Start
Elektro-L 1 wurde beim Jungfernflug der Zenit-3SLBF (auch als Zenit-2SB oder Zenit-3F bekannt) am 20. Januar 2011 um 12:29 Uhr UTC von Baikonur aus erfolgreich in eine geostationäre Umlaufbahn gebracht. Die Abtrennung der neuen und erstmals bei der Zenit eingesetzten Oberstufe Fregat-SB in der Zielumlaufbahn erfolgte um 21:28 Uhr UTC. Nach dem Ausklappen der Solarzellenausleger und dem erfolgreichen Test der Systeme an Bord wurde der Satellit für einsatzfähig erklärt.

## Funktion
Elektro-L soll 10 Jahre lang Wetterdaten im sichtbaren und infraroten Bereich liefern und dabei sein besonderes Augenmerk auf die Sturmsysteme im Bereich Asien, Mittlerer Osten und Indischer Ozean richten. Als Lebenserwartung für den Satelliten werden 10 Jahre angegeben. Die Kameras liefern alle 30 Minuten ein Bild mit einer Auflösung von 1 km pro Pixel im sichtbaren Bereich und 4 km pro Pixel im infraroten Bereich.
Die Elektro-Satelliten übernehmen gemeinsam mit dem 2009 gestarteten Meteor-M die Wetterbeobachtung für Russland. Sie können von ihrer Position im geostationären Orbit ständig einen großen Teil der Erde beobachten. Da sich die Satelliten der Meteor-M-Reihe hingegen auf einer polaren Umlaufbahn in 830 km Höhe bewegen, können sie ein Gebiet mit höherer Genauigkeit jedoch nur zeitweise beim Überflug erfassen.

## Umlaufbahn
Am 13. Juli 2016, einige Monate nach dem Start des zweiten Elektro-L-Satelliten, manövrierte Elektro-L 1 von seiner ursprünglichen Langzeitposition über dem Indischen Ozean bei 76 Grad östlicher Länge zu einer neuen Umlaufbahnposition in der geostationären Umlaufbahn über dem Atlantik bei 14,5 Grad westlicher Länge, die er am 3. Oktober 2016 erreichte.

## Aufbau und Instrumentierung
Siehe Elektro (Wettersatelliten) #Technik.